# Американский президент (фильм)
«Америка́нский президе́нт» (англ. The American President, во французском прокате — Le President et miss Wade, Президент и мисс Уэйд) — кинофильм режиссёра Роба Райнера. В кинотеатрах США — с 17 ноября 1995 года.
Фильм Роба Райнера занимает 75-е место в списке ста лучших любовных историй мирового кинематографа «Сто лет… сто страстей», составленном Американским институтом киноискусства в 2002 году.

## Сюжет
Эндрю Шеперд (Майкл Дуглас) — умный и обаятельный мужчина несколько старше среднего возраста, вдовец, живущий вдвоём с дочерью-подростком (Шона Уолдрон) в большом белом особняке в самом центре города. Он очень любил покойную жену и давно разучился флиртовать с другими женщинами. Даже его двенадцатилетняя дочь считает, что отцу не следует замыкаться в своём одиночестве; но ему невероятно трудно найти себе подходящую пару.
Проблема в том, что у него довольно сложная и утомительная работа, требующая полной сосредоточенности, совершенно не позволяющая отвлечься, а главное — даже сумев, наконец, остаться с приглянувшейся ему женщиной tête-à-tête, быть уверенным, что хотя бы пару минут никто не нарушит их уединения во имя высших интересов страны и нации. Он — американский президент.
Сидни Эллен Уэйд (Аннетт Бенинг) — высокопрофессиональный юрист и политтехнолог, опытный, авторитетный и весьма высокооплачиваемый лоббист с репутацией питбуля, умный, волевой и независимый человек. А ещё она — довольно молодая и привлекательная одинокая женщина; которой тоже невероятно трудно найти себе подходящую пару.
Подводные течения высокой вашингтонской политики столкнут их лицом к лицу за год до выборов, в дни старта предвыборной кампании. И вопрос о том, имеет ли человек, поклявшийся отдать все силы служению стране и народу, право на личное счастье, неожиданно станет камнем преткновения, способным серьёзно осложнить переизбрание действующего президента: «Народа Америки это не касается! — При всём уважении, сэр, народ Америки сам решает, что его касается, а что нет…»

## В ролях
- Майкл Дуглас — Эндрю Шеперд, президент США от Демократической партии
- Аннетт Бенинг — Сидни Эллен Уэйд, политический консультант
- Мартин Шин — Эй. Джей. (A.J.) МакИнерни, руководитель администрации Белого дома
- Майкл Джей Фокс — Льюис Ротшильд, спичрайтер президента
- Дэвид Пеймер — Леон Кодак, советник президента по внутренней политике
- Анна Девере Смит — Робин Макколл, пресс-секретарь Белого дома
- Саманта Мэтис — Джени Бэсдин, личный секретарь президента
- Шона Уолдрон — Люси Шеперд, дочь Эндрю Шеперда
- Нина Семашко — Бет Уэйд, младшая сестра Сидни Эллен Уэйд
- Гейл Стрикленд — Эстер МакИнерни, жена Эй. Джея МакИнерни
- Джон Махони — Лео Соломон, руководитель природоохранной организации «Совет защиты планеты» (Global Defense Counsil, GDC), наниматель Сидни
- Уэнди Мэлик — Сьюзан Слоан, высокопоставленный сотрудник GDC
- Ричард Дрейфус — Роберт Рамсон, лидер меньшинства в сенате, основной кандидат в президенты от Республиканской партии
- Клемент фон Франкенштейн — Рене-Жан д’Астье, президент Франции
- Эфрат Лави — Моник Даниэль д’Астье, супруга президента Франции

## Оценка
- «Американский президент» был положительно встречен критикой и номинирован на различные премии, хотя так и не получил какой-либо известной награды. Композитор Марк Шейман был выдвинут на «Оскар» в номинации «Лучшая музыка к музыкальному или комедийному фильму». Фильм получил пять номинаций «Золотого глобуса» в комедийных категориях: лучший режиссёр, лучший сценарий, лучшие актёр и актриса, лучшая комедийная кинокартина.

| Премия                              | Категория                                           | Номинант      | Результат |
| ----------------------------------- | --------------------------------------------------- | ------------- | --------- |
| «Оскар»                             | Лучшая музыка к музыкальному или комедийному фильму | Марк Шейман   | Номинация |
| «Золотой глобус»                    | Лучший фильм — комедия или мюзикл                   |               | Номинация |
| «Золотой глобус»                    | Лучший режиссёр                                     | Роб Райнер    | Номинация |
| «Золотой глобус»                    | Лучшая мужская роль — комедия или мюзикл            | Майкл Дуглас  | Номинация |
| «Золотой глобус»                    | Лучшая женская роль — комедия или мюзикл            | Аннетт Бенинг | Номинация |
| «Золотой глобус»                    | Лучший сценарий                                     | Аарон Соркин  | Номинация |
| Национальный совет кинокритиков США | ТОП 10 лучших фильмов года                          |               | Победа    |
| Премия Гильдии продюсеров США       | Лучший фильм                                        | Роб Райнер    | Номинация |
| Премия Гильдии сценаристов США      | Лучший оригинальный сценарий                        | Аарон Соркин  | Номинация |